# 김포과학기술고등학교
김포과학기술고등학교(金浦科學技術高等學校)는 대한민국 경기도 김포시 북변동에 있는 공립 고등학교이다.

## 학교 연혁
- 1936년 4월 17일 : 김포공립실업전수학교 개교
- 1936년 4월 17일 : 김포공립실업학교 인가
- 1945년 8월 15일 : 김포농업중학교(6년제)로 개편
- 1951년 8월 25일 : 김포농업고등학교와 김포중학교로 학제 개편 (농업과 3학급, 축산과 3학급)
- 1961년 12월 31일 : 김포실업고등학교 교명변경(농과 3학급, 축산과 3학급, 상과 3학급)
- 1964년 12월 28일 : 김포농업고등학교 교명변경(농과 3학급, 축산과 3학급, 농업협동조합과 3학급)
- 1969년 11월 11일 : 김포중·종합고등학교로 교명 변경(농업과 3학급, 축산과 3학급, 보통과 3학급)
- 1975년 9월 1일 : 김포중학교 김포종합고등학교 분리
- 1997년 3월 1일 : 김포종합고등학교에서 김포정보산업공업고등학교로 교명 변경
- 2000년 3월 1일 : 김포공업고등학교로 교명 변경
- 2004년 3월 1일 : 김포제일고등학교로 교명 변경
- 2014년 3월 1일 : 보통과 한강신도시 김포제일고등학교로 분리이전
- 2014년 3월 1일 : 본교(특성화과) 김포제일공업고등학교로 교명변경
- 2015년 9월 1일 : 혁신공감학교 지정(김포제일공업고등학교)
- 2020년 3월 1일 : 전기제어시스템과를 전기에너지설비과로 학과 개편, 생명환경화공과를 화장품화학과로 학과 개편, 전자계산기과를 IT전자과로 학과 개편
- 2020년 9월 1일 : 제30대 노진섭 교장 취임
- 2024년 1월 9일 : 제73회 졸업식(175명) 계 19,067명
- 2024년 3월 1일 : 김포과학기술고등학교로 교명 변경
- 2024년 3월 4일 : 신입생 179명 입학(남학생 126명, 여학생 53명)
- 2024년 9월 1일 : 제31대 안항일 교장 취임

## 설치 학과
- 스마트융합기계과
- IT전자과
- 화장품화학과
- 전기에너지설비과

## 참고 자료
- 김포과학기술고등학교 - 한국교육학술정보원 학교알리미